# NGC 1014
NGC 1014 je dvostruka zvijezda u zviježđu Kitu.

## Vanjske poveznice
- SEDS: NGC 1014